# Bernardo de Sandoval y Rojas
Bernardo de Sandoval y Rojas (né le 20 avril 1546 à Aranda de Duero, en Espagne, et mort le 7 décembre 1618 à Madrid) est un cardinal espagnol du XVIe siècle et du début du XVIIe siècle. Il est l'oncle du cardinal Francisco Gómez Rojas de Sandoval, duc de Lerma (1618).

## Biographie
Sandoval y Rojas est élu évêque de Ciudad Rodrigo  en 1586, transféré au diocèse de  Pampelune en 1588 et au diocèse de Jaén en 1596. En 1599 il est promu archevêque de Tolède.
Le pape Clément VIII le crée cardinal lors du consistoire du 3 mars 1599. Le cardinal Sandoval y Rojas est chancelier suprême de Castille, inquisiteur général d'Espagne et le protecteur de Miguel de Cervantes, l'auteur de Don Quichote, qui le cite dans le prologue de la 2e partie de son œuvre.
Le cardinal Sandoval y Rojas ne participe pas aux deux conclaves de 1605 (élection de Léon XI et de Paul V). C'est lui qui commande au Greco en 1609 la série des Apôtres, pour la cathédrale Sainte-Marie de Tolède.